# Brenock O'Connor
Brenock O'Connor (Worthing, 9 aprile 2000) è un attore e cantante britannico, noto per il suo ruolo di Olly nella serie televisiva Il Trono di Spade (Game of Thrones).

## Biografia
O'Connor è nato a Worthing, West Sussex, ha frequentato la Chatsmore Catholic High School di Goring-by-Sea e si è poi iscritto al The Theatre Workshop Stage School di Brighton. Ha iniziato ad esibirsi all'età di sei anni al Pavilion Theatre della città natale.
Nel 2011 ha partecipato al video Give It All Back dei Noah and the Whale; nel 2012 ha preso parte ad un episodio della serie televisiva Holby City, mentre in teatro ha interpretato The Artful Dodger nel musical Oliver! di Cameron Mackintosh. Nello stesso periodo è stato testimonial di alcuni spot della Haribo.
Il suo ruolo più noto arriva nel 2014, quando dà il volto al giovane Olly a partire dalla quarta stagione della serie televisiva HBO Il Trono di Spade (Game of Thrones). Il personaggio non è presente nella saga di romanzi ideati da George R. R. Martin, ed era stato creato appositamente per la serie televisiva come ruolo minore per un singolo episodio. Tuttavia, fu deciso di recuperare il personaggio per dargli maggiore profondità e caratterizzazione in vista degli sviluppi narrativi tra i Guardiani della notte guidati da Jon Snow e i Bruti, tanto che O'Connor rimase nel cast della serie anche nella quinta e nella sesta stagione.
Tra gli altri ruoli significativi, si ricordano Sam, co-protagonista del film d'avventura per bambini Young Hunters: The Beast of Bevendean, e Peter Cratchit nella serie televisiva BBC One Dickensian, ispirata alle opere di Charles Dickens.
Dal 2020 è parte del cast della serie Alex Rider, nel ruolo di Tom Harris.

## Filmografia

### Cinema
- Young Hunters: The Beast of Bevendean, regia di Ewan Gorman (2015)
- Another Mother's Son, regia di Christopher Menaul (2017)
- The Bromley Boys, regia di Steve Kelly (2018)
- Vita & Virginia, regia di Chanya Button (2018)
- Double Blind, regia di Ian Hunt-Duffy (2023)

### Televisione
- Holby City – serie TV, 1 episodio (2012)
- Chickens – serie TV, 1 episodio (2013)
- Il Trono di Spade (Game of Thrones) – serie TV, 17 episodi (2014-2016)
- Dickensian – serie TV, 12 episodi (2015-2016)
- Halloween Comedy Shorts – serie TV, 1 episodio (2016)
- Casualty – serie TV, 1 episodio (2016)
- Living the Dream – serie TV, 12 episodi (2017-2019)
- The Split – serie TV, 5 episodi (2018-2022)
- Derry Girls – serie TV, 2 episodi (2019-2022)
- Alex Rider – serie TV, 16 episodi (2020-2024)
- Secret Level – serie animata, episodio 1x09 (2024)  – voce

## Doppiatori italiani
Da doppiatore è sostituito da:
- Alessandro Campaiola in Secret Level